# Facundo González (calciatore 2005)
Facundo Ezequiel González Muslera (Rivera, 10 aprile 2005) è un calciatore uruguaiano, difensore del Danubio in prestito dal Nacional.

## Caratteristiche tecniche
È un terzino destro.

## Carriera

### Club
Cresciuto nel settore giovanile del Nacional, Gonzalez è stato ceduto in prestito per una stagione al River Plate (M) il 6 gennaio 2024. Ha ha debuttato l'8 febbraio seguente nell'incontro degli ottavi di finale di Copa Uruguay vinto 4-0 contro i Montevideo Wanderers dove ha anche segnato il suo primo gol. Due settimane più tardi ha esordito anche in Primera División contro il Dep. Maldonado. Termina la stagione con una rete in 10 presenze in campionato.
Nel 2025 viene ceduto in prestito al Danubio, altro club della prima divisione uruguaiana.

### Nazionale
Nel 2025 ha giocato 5 partite nel campionato sudamericano Under-20.

## Statistiche

### Presenze e reti nei club
Statistiche aggiornate al 29 aprile 2024.
| Stagione        | Squadra         | Campionato      | Campionato | Campionato | Coppe nazionali | Coppe nazionali | Coppe nazionali | Coppe continentali | Coppe continentali | Coppe continentali | Altre coppe | Altre coppe | Altre coppe | Totale | Totale | Totale |
| Stagione        | Squadra         | Comp            | Pres       | Reti       | Comp            | Pres            | Reti            | Comp               | Pres               | Reti               | Comp        | Pres        | Reti        | Pres   | Reti   |        |
| --------------- | --------------- | --------------- | ---------- | ---------- | --------------- | --------------- | --------------- | ------------------ | ------------------ | ------------------ | ----------- | ----------- | ----------- | ------ | ------ | ------ |
| 2024            | River Plate (M) | PD              | 10         | 1          | CU              | 3               | 1               |                    | -                  | -                  |             | -           | -           | 13     | 2      |        |
| Totale carriera | Totale carriera | Totale carriera | 10         | 1          |                 | 3               | 1               |                    | -                  | -                  |             | -           | -           | 13     | 2      |        |